# Епистаксис
Епистаксис представлява кръвотечение от носа.

## Причини
Може да се дължи на няколко причини. На първо място от разширени капиляри на носната преграда, която е богато кръвоснабдена. На второ място от повишено кръвно налягане. Това води до повишение на налягането в кръвоснабдяването и при нарушение на съдовете или безпричинно започва кървене от носа. Друга причина за кървене от носа е преболедуване от остро вирусно заболяване (ринит, ринофарингит), което е довело до изтъняване стената на съдовете в носа. Причина за кървенето може да бъде недостатъчно количество в организма на витамин С или някои други кръвоспиращи фактори (вит. К, калций).

## Лечение
Кръвотечението може да се спре по няколко начина. Пострадалият трябва да се постави седнал и с наведена надолу глава. В носа се поставя памук или марля, напоени с кислородна вода или с калциев разтвор, който ускорява съсирването (стиснете леко с палец и показалец ноздрите, като натиснете решително назад към лицето; задръжте така 5 минути). Може да се постави студена, влажна кърпа на гърба му, така по-слаби кръвотечения от носа се спират благодарение на студения компрес, който кара кръвоносните съдове да се свиват. Противно на разпространения съвет, при кръвотечение от носа главата не бива да се изправя нагоре, защото по такъв начин през гърлото кръвта може да навлезе в хранопровода и да се предизвика повръщане. Ако искате да приложите ароматерапия нанесете капка етерично масло от лимон на памучен тампон и го поставете в кръвотечащата ноздра. При хронично кръвотечение от носа понякога осигуряването на по-влажен въздух в дома е достатъчно за да намали честотата на кървене.